# Trichomanes cyrtotheca
Trichomanes cyrtotheca là một loài dương xỉ trong họ Hymenophyllaceae. Loài này được Hillebr. mô tả khoa học đầu tiên.